# فلورنتينا إيوسكو
فلورنتينا كوستينا إيوسكو (من مواليد 8 أبريل 1996 من مارينكو) رياضية رومانية في المضمار والميدان تتنافس في الوثب الطويل.

## المسابقات الدولية
| العام | المسابقة                                    | المكان               | المركز | حدث          | ملاحظة                                                        |
| ----- | ------------------------------------------- | -------------------- | ------ | ------------ | ------------------------------------------------------------- |
| 2013  | بطولة أوروبا لألعاب القوى داخل الصالات 2013 | غوتنبرغ, السويد      | 17th   | الوثب الطويل | 5.98 m                                                        |
| 2013  | بطولة العالم للشباب لألعاب القوى 2013       | دونيتسك, أوكرانيا    | 1st    | الوثب الطويل | 6.42 m                                                        |
| 2013  | بطولة العالم للشباب لألعاب القوى 2013       | دونيتسك, أوكرانيا    | 1st    | Triple jump  | 13.75 m ‏                                                      |
| 2015  | بطولة أوروبا لألعاب القوى داخل الصالات 2015 | براغ, جمهورية التشيك | 3rd    | الوثب الطويل | بطولة أوروبا لألعاب القوى داخل الصالات 2015 – سيدات قفز طويل ‏ |
| 2015  | بطولة العالم لألعاب القوى 2015              | بكين                 | —      | الوثب الطويل | بطولة العالم لألعاب القوى 2015 – سيدات قفز طويل ‏              |
| 2019  | Universiade                                 | نابولي               | 3rd    | الوثب الطويل | 6.55 m ‏                                                       |

## روابط خارجية
- فلورنتينا إيوسكو على موقع الاتحاد الدولي لألعاب القوى (الإنجليزية)
- فلورنتينا إيوسكو على موقع IBSF (الإنجليزية)
- فلورنتينا إيوسكو على موقع أوليمبيديا (الإنجليزية)
- فلورنتينا إيوسكو على موقع اللجنة الأولمبية الرومانية (الرومانية)